# Salmo 12
El salmo 12  es, según la numeración hebrea, el duodécimo salmo del Libro de los salmos de la Biblia. Corresponde al salmo 11 según la numeración de la Biblia Septuaginta griega, empleada también en la Vulgata latina. Por este motivo, recogiendo ambos sistemas de numeración, a este salmo también se le refiere como el salmo 12 (11).
Es un salmo de lamento, citado internamente como un salmo de David.
Interpretación católica ;Súplica apoyada en la palabra de Dios

## Interpretación

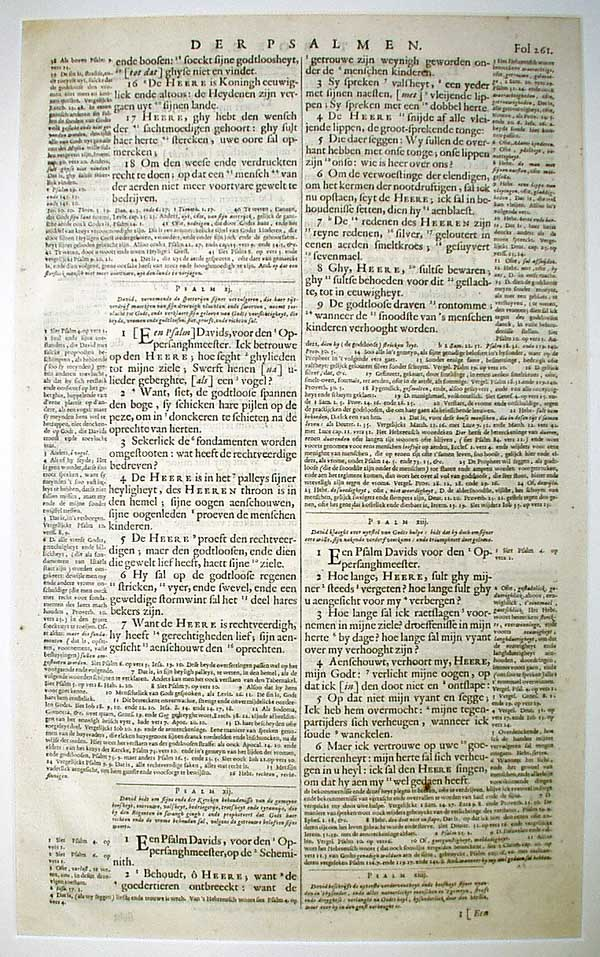
Salmos 11 y 12 en una edición académica de la Biblia del

Hay un grito de ayuda en medio de hombres malvados. Dios cortará los labios halagadores y Charles Spurgeon describe vívidamente la finalidad diciendo:
No podrán continuar hablando falsa y orgullosamente por más; una pala de tierra de la pala del sepulturero los silenciará,y una exhibición terrible de la justicia de Dios los dejará sin palabras para siempre. 
Llega una respuesta al grito de ayuda: Dios se levantará y defenderá a los pobres. Muchos escritores han señalado que no está del todo claro dónde Dios dijo:
'Porque los pobres son saqueados, porque los necesitados gimen, ahora me levantaré'.
Algunos sugirieron alguna revelación especial posiblemente a través del propio David, como David afirmó "El espíritu de Dios habló a través de mí "en II Samuel 23:12  Otras posibilidades incluyen Isaías 33:10" Me levantaré "en el contexto de una mayor salvación para Israel  o surgir para el juicio como en Génesis 18: 20-21 donde el Señor se levantó y bajó a Sodoma a causa de los gritos de opresión  
La esperanza en la promesa de Dios de que "me levantaré y defenderé a los pobres" se ve reforzada por un recordatorio de que la palabra de Dios es como la plata que fue purificada una y otra vez incluso 7 veces. Esa ayuda aparentemente será diferida en el salmo 13 con gritos de '¿Cuánto tiempo?' El propio David, en su último salmo de bendición para Salomón, lo insta a defender también a los pobres en el Salmo 72: 4 emulando a Dios.
El estado pecaminoso del hombre es un tema y, al igual que los dos salmos anteriores, el salmo 12 termina con una declaración no complementaria sobre los hombres caídos en el salmo 12: 8. El hombre piadoso cesa en el salmo 12:1, los pecaminosos permanecen en el salmo 14: 1-4

## Texto
La siguiente tabla muestra el texto en hebreo del Salmo con vocales, junto con el texto en griego koiné de la Septuaginta  y la traducción al español del inglés de la Versión King James. Tenga en cuenta que el significado puede diferir ligeramente entre estas versiones, ya que la Septuaginta y el Texto masorético provienen de diferentes tradiciones textuales.  Ambas traducciones son de dominio público. En la Septuaginta, este salmo se numera como Salmo 11.
De la Versión de la Biblia del rey Jacobo.
| #     | Hebreo                                                        | Español | Griego |
| ----- | ------------------------------------------------------------- | --- | --- |
| [ 7 ] | לַמְנַצֵּ֥חַ עַֽל־הַשְּׁמִינִ֗ית מִזְמ֥וֹר לְדָוִֽד׃                                  | (Al músico principal sobre Sheminith, Salmo de David.)                                                                                       | Εἰς τὸ τέλος, ὑπὲρ τῆς ὀγδόης· ψαλμὸς τῷ Δαυΐδ. -                                                                                           |
| 1     | הוֹשִׁ֣יעָה יְ֭הֹוָה כִּֽי־גָמַ֣ר חָסִ֑יד כִּי־פַ֥סּוּ אֱ֝מוּנִ֗ים מִבְּנֵ֥י אָדָֽם׃               | Ayúdanos, Señor, porque el hombre piadoso cesa; porque los fieles desaparecen de entre los hijos de los hombres.                             | ΣΩΣΟΝ με, Κύριε, ὅτι ἐκλέλοιπεν ὅσιος, ὅτι ὠλιγώθησαν αἱ ἀλήθειαι ἀπὸ τῶν υἱῶν τῶν ἀνθρώπων.                                                |
| 2     | שָׁ֤וְא ׀ יְֽדַבְּרוּ֮ אִ֤ישׁ אֶת־רֵ֫עֵ֥הוּ שְׂפַ֥ת חֲלָק֑וֹת בְּלֵ֖ב וָלֵ֣ב יְדַבֵּֽרוּ׃              | Hablan vanidad cada uno con su prójimo: con labios lisonjeros y con doble corazón hablan.                                                    | μάταια ἐλάλησεν ἕκαστος πρὸς τὸν πλησίον αὐτοῦ, χείλη δόλια ἐν καρδίᾳ, καὶ ἐν καρδίᾳ ἐλάλησε κακά.                                          |
| 3     | יַכְרֵ֣ת יְ֭הֹוָה כׇּל־שִׂפְתֵ֣י חֲלָק֑וֹת לָ֝שׁ֗וֹן מְדַבֶּ֥רֶת גְּדֹלֽוֹת׃                     | El Señor cortará todos los labios aduladores y la lengua que habla con arrogancia:                                                           | ἐξολοθρεύσαι Κύριος πάντα τὰ χείλη τὰ δόλια καὶ γλῶσσαν μεγαλοῤῥήμονα.                                                                      |
| 4     | אֲשֶׁ֤ר אָמְר֨וּ ׀ לִלְשֹׁנֵ֣נוּ נַ֭גְבִּיר שְׂפָתֵ֣ינוּ אִתָּ֑נוּ מִ֖י אָד֣וֹן לָֽנוּ׃              | ¿Quiénes han dicho: Con nuestra lengua prevaleceremos; nuestros labios son nuestros: ¿quién es el señor sobre nosotros?                      | τοὺς εἰπόντας· τὴν γλῶσσαν ἡμῶν μεγαλυνοῦμεν, τὰ χείλη ἡμῶν παρ᾿ ἡμῖν ἐστι· τίς ἡμῶν Κύριός ἐστιν;                                          |
| 5     | מִשֹּׁ֥ד עֲנִיִּים֮ מֵאֶנְקַ֢ת אֶבְי֫וֹנִ֥ים עַתָּ֣ה אָ֭קוּם יֹאמַ֣ר יְהֹוָ֑ה אָשִׁ֥ית בְּ֝יֵ֗שַׁע יָפִ֥יחַֽ־לֽוֹ׃ | Por la opresión de los pobres, por el gemido de los necesitados, ahora me levantaré, dice el Señor; lo pondré a salvo de quien lo atormenta. | ἀπὸ τῆς ταλαιπωρίας τῶν πτωχῶν καὶ ἀπὸ τοῦ στεναγμοῦ τῶν πενήτων, νῦν ἀναστήσομαι, λέγει Κύριος· θήσομαι ἐν σωτηρίῳ, παῤῥησιάσομαι ἐν αὐτῷ. |
| 6     | אִ֥מְר֣וֹת יְהֹוָה֮ אֲמָר֢וֹת טְהֹ֫ר֥וֹת כֶּ֣סֶף צָ֭רוּף בַּעֲלִ֣יל לָאָ֑רֶץ מְ֝זֻקָּ֗ק שִׁבְעָתָֽיִם׃       | Las palabras del Señor son palabras puras: como plata refinada en un horno de tierra, purificada siete veces.                                | τὰ λόγια Κυρίου λόγια ἁγνά, ἀργύριον πεπυρωμένον, δοκίμιον τῇ γῇ κεκαθαρισμένον ἑπταπλασίως.                                                |
| 7     | אַתָּֽה־יְהֹוָ֥ה תִּשְׁמְרֵ֑ם תִּצְּרֶ֓נּוּ ׀ מִן־הַדּ֖וֹר ז֣וּ לְעוֹלָֽם׃                      | Tú nos guardarás, Señor, y nos preservarás de esta generación para siempre.                                                                  | σύ, Κύριε, φυλάξαις ἡμᾶς καὶ διατηρήσαις ἡμᾶς ἀπὸ τῆς γενεᾶς ταύτης καὶ εἰς τὸν αἰῶνα.                                                      |
| 8     | סָבִ֗יב רְשָׁעִ֥ים יִתְהַלָּכ֑וּן כְּרֻ֥ם זֻ֝לּ֗וּת לִבְנֵ֥י אָדָֽם׃                         | Los malvados andan por todas partes, cuando los hombres más viles son exaltados.                                                             | κύκλῳ οἱ ἀσεβεῖς περιπατοῦσι· κατὰ τὸ ὕψος σου ἐπολυώρησας τοὺς υἱοὺς τῶν ἀνθρώπων.                                                         |

### Cristianismo
El teólogo de la Reforma protestante Juan Calvino en su comentario del salmo interpreta el pasaje como una referencia a la veracidad de Dios en contraste con la humanidad, y dice que la elaboración de las acciones de Dios en el salmo reflejan las promesas que Dios había hecho con los israelitas .
El género del salmo no está claro.  Jörg Jeremias lo ve más como la "liturgia de acción profética". Hermann Gunkel también llama al Salmo como "liturgia".  Aquí "liturgia" significa que la intención de la actuación era cambiar las voces en el servicio.

### Comentarios de la Iglesia católica
A todo el salmo
En este salmo, los enemigos adquieren un rasgo distintivo: su fuerza y autosuficiencia se basan en la mentira. Antes, quienes rechazaban a Dios lo hacían en su interior (Sal 10,6), pero ahora lo expresan abiertamente (Sal 12,5). Esta actitud contrasta con el mensaje de Sal 8, donde la verdadera grandeza del hombre radica en reconocer a Dios como fuente de su fortaleza.
El salmista clama por ayuda divina porque los hombres sólo hablan con engaño (vv. 2-3) y pide que Dios silencie a quienes propagan la mentira (vv. 4-5). Luego, introduce el oráculo del Señor, cuya palabra es absolutamente veraz (vv. 6-7), y concluye con una súplica comunitaria (vv. 7-8). Jesús también enfrentó la hipocresía y maldad de su generación. Su respuesta fue dar testimonio claro de la voluntad del Padre, reafirmando la verdad ante la falsedad.

### A los versículos 2-5
La propagación de la mentira, descrita como «doblez de corazón», destruye la confianza leal y fraterna entre las personas. Frente a esta realidad, la única opción es recurrir al Señor. El culmen de la falsedad se encuentra en la arrogante creencia de que nada ni nadie puede superarla. El salmista recoge esta afirmación, propia de los soberbios, reflejando el poder destructivo de la mentira y el daño que causa:

La mentira, por ser una violación de la virtud de la veracidad, es una verdadera violencia hecha a otro. Atenta contra él en su capacidad de conocer, que es la condición de todo juicio y de toda decisión. Contiene en germen la división de los espíritus y todos los males que ésta suscita. La mentira es funesta para toda sociedad: socava la confianza entre los hombres y rompe el tejido de las relaciones sociales.

### A los versículos 6-8
Frente a la arrogancia de los soberbios, se alza la palabra del Señor, que trae una promesa de salvación. Puede tratarse de un oráculo pronunciado en el Templo por un sacerdote o de una afirmación del propio salmista en nombre de Dios. En cualquier caso, refleja una verdad constante en los salmos y en la Biblia: la autosuficiencia basada en la mentira nunca prevalece ante Dios. Para destacar la certeza de su palabra, el salmista emplea imágenes contundentes expresadas en el versículo 7.

## Estructura

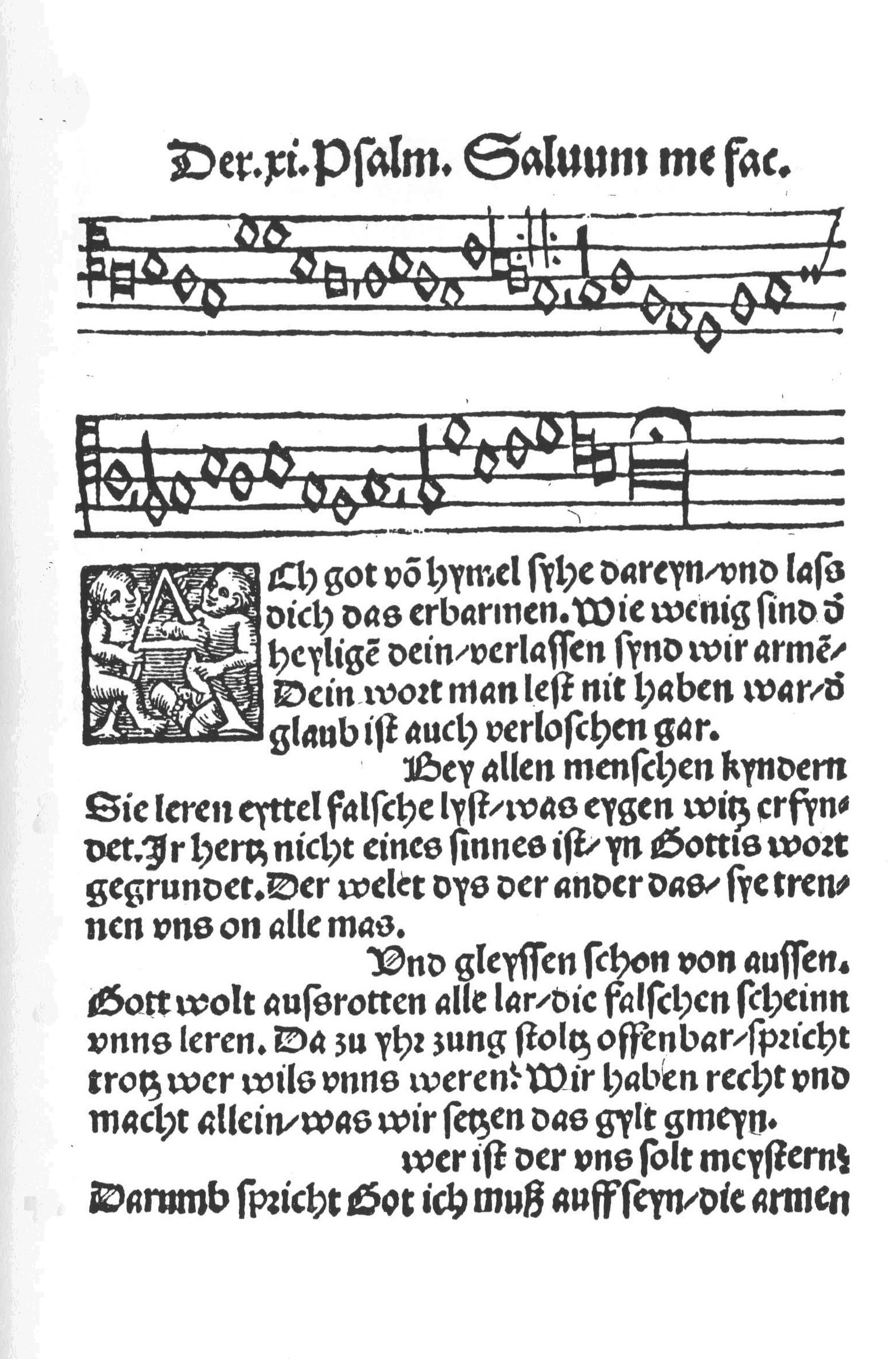
Salmo 12 de Martín Lutero para cantar el idioma alemán hasta la fecha

Hermann Gunkel divide el salmo de la siguiente manera:
1. Versículo 2f .: después de un breve grito de ayuda, la queja de que la falsedad prevalece
2. Versículo: 4f deseo Yahveh puede intervenir
3. Versículo 6: consuelo de que la salvación de Yahveh aparece ahora
4. Versículo 7-9: Respuestas: alabado sea la palabra de Yahveh .

## Usos

### Judaísmo
- Es recitado en Shmini Atzeret.[16]
- Es recitado en un Brit Milá.[16]

### Iglesia católica
De acuerdo con la Regla de San Benito (530 dC ), del Salmo 1 al Salmo 20 se reservaron principalmente para el oficio del Prime. Este Salmo 11, dijo, fue tan recitado o cantado en Prime el miércoles. Varios monasterios aún respetan esta tradición.
En la Liturgia de las Horas, el Salmo 12 ahora se recita el martes de la primera semana en el oficio del mediodía. Para facilitar la comprensión se le asigna a cada salmo un título en rojo (rúbrica) que no forma parte del salmo. El título del Salmo 12 es Invocación a la fidelidad de Dios contra los enemigos mentirosos.

### Música
Ach Gott, vom Himmel sieh darein, BWV 2  (Oh Dios, mira desde el cielo) es una cantata de iglesia escrita por Johann Sebastian Bach en Leipzig para el segundo domingo después de la Trinidad y estrenada el 18 de junio de 1724. Está basada en el himno homónimo de Martín Lutero, creado en 1523 y publicado en 1524 en el primer Himnario Luterano..
Marc-Antoine Charpentier puso alrededor de 1685 un Salmo 12 " Usquequo Domine" H.196, para 4 voces, flauta dulce, flauta y continuo.